# (65848) Enricomari
(65848) Enricomari est un astéroïde de la ceinture principale.

## Description
(65848) Enricomari est un astéroïde de la ceinture principale. Il fut découvert le 30 janvier 1997 à Cima Ekar par Maura Tombelli. Il présente une orbite caractérisée par un demi-grand axe de 3,04 UA, une excentricité de 0,39 et une inclinaison de 11,6° par rapport à l'écliptique.

## Compléments